# Juventude (2016)
Juventude (em francês:  Jeunesse) é um filme luso-francês do género drama, realizado e escrito por Julien Samani e Camille Fontaine, com base no conto homónimo de Joseph Conrad. Foi protagonizado por Kévin Azaïs, Samir Guesmi e Jean-François Stévenin. A sua estreia mundial ocorreu no Festival Internacional de Cinema de Locarno a 10 de agosto de 2016, onde competiu pelo Leopardo de Ouro. Estreou-se em França a 7 de setembro de 2016 e em Portugal a 13 de abril de 2017.

## Elenco
- Kévin Azaïs como Zico
- Samir Guesmi como José Géraud
- Jean-François Stévenin como capitão Firmin Paillet
- Bastien Ughetto como Yoyo
- Camille Polet como Mélanie
- Lazare Minoungou como Moctar
- David Chour como Kong
- Miguel Borges como Pedro
- António Simão como Lionel

## Reconhecimentos
| Ano  | Prémios                                     | Categorias       | Destinatários e nomeados | Resultado | Referências |
| ---- | ------------------------------------------- | ---------------- | ------------------------ | --------- | ----------- |
| 2016 | Festival Internacional de Cinema de Locarno | Leopardo de Ouro | Juventude                | Indicado  | [ 1 ]       |